# Luke Halpin
Luke Halpin (* 4. April 1947 in Astoria, New York) ist ein US-amerikanischer Schauspieler, der vor allem durch seine Rolle als Sandy Ricks in Flipper bekannt wurde.

## Leben
Luke Halpin ist der Sohn von Helen und Eugene Halpin und hat zwei Geschwister, seinen Bruder Eugene Jr. und seine Schwester Joan. Bereits im Kindesalter arbeitete er als Schauspieler und stand ab 1955 für mehrere Fernsehserien vor der Kamera. 1959 wirkte er am Broadway in dem Theaterstück Take Me Along mit.
1961 erhielt der damals 14-jährige Halpin die Hauptrolle in dem Spielfilm Flipper, der 1963 in die Kinos kam. Nachdem der Film ein Erfolg des Filmes geworden war, starteten 1964 die Fortsetzung Neues Abenteuer mit Flipper sowie die gleichnamige Fernsehserie (1964–1967). Bis zur Einstellung der Serie 1967 spielte Halpin in insgesamt drei Staffeln an der Seite von Tommy Norden (jüngerer Bruder Bud) den jugendlichen Sandy Ricks.
Nach der Einstellung von Flipper blieb der inzwischen erwachsene Halpin dem Filmgeschäft zwar treu, musste sich aber oft mit kleineren Rollen abfinden. Unter anderem spielte er in Mako, die Bestie (1976), einem Abklatsch im Gefolge des Kinohits Der weiße Hai, sowie als namenloser Bandenanführer in der Spencer-Hill-Komödie Die Miami Cops (1985), allerdings ohne noch einmal großen Eindruck als Schauspieler machen zu können. In Alan Shapiros Film Flipper aus dem Jahr 1996 ist Luke Halpin in einem Cameo-Auftritt als Gast an Bord der Bounty Hunter zu sehen. Die Neuverfilmung von Flipper ist bis dato sein letzter Filmauftritt.
In späteren Jahren arbeitete Halpin auch als Pilot und Techniker für ein Filmproduktionsunternehmen. Mit seiner Ehefrau Deborah ist er in zweiter Ehe verheiratet und hat mit ihr ein Kind. Aus seiner ersten Ehe stammen weitere zwei Kinder.

## Filmografie (Auswahl)
- 1955–1957: Studio One (Fernsehserie, 4 Folgen)
- 1958: Hans Brinker and the Silver Skates (Fernsehfilm)
- 1960: Peter Pan (Fernsehfilm)
- 1962: Preston & Preston (The Defenders, Fernsehserie, 1 Folge)
- 1963: Flipper
- 1964: Neues Abenteuer mit Flipper (Flipper’s New Adventure)
- 1964–1967: Flipper (Fernsehserie, 88 Folgen)
- 1967: Island of the Lost
- 1969: So reisen und so lieben wir (If It’s Tuesday, This Must Be Belgium)
- 1976: Mako, die Bestie (Mako: The Jaws of Death)
- 1977: Shock Waves – Die aus der Tiefe kamen (Shock Waves)
- 1979: Heiße Ware (Hot Stuff)
- 1980: Der Aufseher von Angel City (Angel City, Fernsehfilm)
- 1981: Die Augen eines Fremden (Eyes of a Stranger)
- 1985: Die Miami Cops (Poliziotti dell’ottava strada)
- 1986: Miami Vice (Fernsehserie, Folge Forgive Us Our Debts)
- 1986: Aladin (Superfantagenio)
- 1993: Matinée
- 1996: Flipper